# Cursor (esclau)
Cursor (plural llatí Cursores) era un esclau que tenia el deure de córrer davant del carruatge dels seus amos per marcar i obrir camí. Aquesta mena d'esclaus va aparèixer a la meitat del segle i i els esclaus utilitzats eren generalment númides.
També s'anomena cursor a l'esclau que tenia funcions de córrer d'un lloc a l'altra per exemple l'encarregat de repartir cartes o missatges, de portar avisos, etc. Exercien generalment les seves funcions al cursus publicus. Trobem tombes de cursores del servei de l'administració imperial amb inscripcions epigràfiques al cementiri dels officiales de Cartago.